# Idioma mvuba
Mvuba es una lengua sudánica centro-nororiental de la República Democrática del Congo, con mil hablantes en Uganda. Es similar a Lese.